# Angelo Bianchi
Angelo kardinal Bianchi, italijanski rimskokatoliški duhovnik, škof in kardinal, * 19. november 1817, Rim, † 22. januar 1897, Rim.

## Življenjepis
10. oktobra 1874 je bil imenovan za naslovnega nadškofa Mire in 1. novembra istega leta je prejel škofovsko posvečenje. 13. novembra 1874 je bil imenovan za apostolskega nuncija v Nemčiji.
8. junija 1877 je bil imenovan za tajnika Kongregacije za škofe in 30. septembra 1879 za apostolskega nuncija v Španiji.
25. septembra 1882 je bil povzdignjen v kardinala in imenovan za kardinal-duhovnika S. Prassede.
15. novembra 1887 je bil imenovan za prefekta Kongregacije za zakramente, 24. maja 1889 za kardinal-škofa Palestrine in 23. septembra 1889 za apostolskega administratorja Subiaca.